# Druivenkoers Overijse 2018
La 58.ª edición de la clásica ciclista Druivenkoers Overijse fue una carrera en Bélgica que se celebró el 29 de agosto de 2018 sobre un recorrido de 196,4 kilómetros con inicio y final en el municipio de Overijse.
La carrera formó parte del UCI Europe Tour 2018, dentro de la categoría 1.1, y fue ganada por el belga Xandro Meurisse del Wanty-Groupe Gobert. Completaron el podio, como segundo y tercer clasificado respectivamente, el neerlandés Oscar Riesebeek del Roompot-Nederlandse Loterij y el también belga Jimmy Janssens del Cibel-Cebon.

## Equipos participantes
Tomaron parte en la carrera 24 equipos: 7 de categoría Profesional Continental; y 17 de categoría Continental, formando así un pelotón de 157 ciclistas de los que acabaron 52. Los equipos participantes fueron:
| Equipos continentales profesionales (7)- Israel Cycling Academy - WB-Aqua Protect-Veranclassic - Wanty-Groupe Gobert - Sport Vlaanderen-Baloise - Vérandas Willems-Crelan - Roompot-Nederlandse Loterij - Vital Concept Equipos continentales (17)- T.Palm-Pôle Continental Wallon - AGO-Aqua Service - Cibel-Cebon - Tarteletto-Isorex - BEAT Cycling Club - Delta Cycling Rotterdam - Monkey Town Continental - Vlasman Track/Road Continental - Differdange-Losch - Roubaix Lille Métropole - Wiggins - Vorarlberg-Santic - Team Joker Icopal - Coop - Lviv - Sovac-Natura4Ever - Start-Gusto Cycling Team |
| |

## Clasificación final
- Las clasificaciones finalizaron de la siguiente forma:[3]

| \| Clasificación general \| Clasificación general \| Clasificación general \| Clasificación general \| Clasificación general \| \| Ciclista \| Ciclista \| Equipo \| Tiempo \| \| \| --------------------- \| --------------------- \| ---------------------------- \| --------------------- \| --------------------- \| \| 1.º \| Xandro Meurisse \| Wanty-Groupe Gobert \| 4 h 39 min 49 s \| \| \| 2.º \| Oscar Riesebeek \| Roompot-Nederlandse Loterij \| + 2 s \| \| \| 3.º \| Jimmy Janssens \| Cibel-Cebon \| + 11 s \| \| \| 4.º \| Floris Gerts \| Roompot-Nederlandse Loterij \| + 25 s \| \| \| 5.º \| Taco van der Hoorn \| Roompot-Nederlandse Loterij \| + 34 s \| \| \| 6.º \| Justin Jules \| WB-Aqua Protect-Veranclassic \| + 34 s \| \| \| 7.º \| Sjoerd van Ginneken \| Roompot-Nederlandse Loterij \| + 34 s \| \| \| 8.º \| Jeroen Meijers \| Roompot-Nederlandse Loterij \| + 34 s \| \| \| 9.º \| Mathias Van Gompel \| Sport Vlaanderen-Baloise \| + 34 s \| \| \| 10.º \| Dimitri Peyskens \| WB-Aqua Protect-Veranclassic \| + 34 s \| \| |                     |                              |                 |
| |                     |                              |                 |
| Fuente: ProCyclingStats |                     |                              |                 |
| Clasificación general |                     |                              |                 |
| Ciclista | Ciclista            | Equipo                       | Tiempo          |
| 1.º | Xandro Meurisse     | Wanty-Groupe Gobert          | 4 h 39 min 49 s |
| 2.º | Oscar Riesebeek     | Roompot-Nederlandse Loterij  | + 2 s           |
| 3.º | Jimmy Janssens      | Cibel-Cebon                  | + 11 s          |
| 4.º | Floris Gerts        | Roompot-Nederlandse Loterij  | + 25 s          |
| 5.º | Taco van der Hoorn  | Roompot-Nederlandse Loterij  | + 34 s          |
| 6.º | Justin Jules        | WB-Aqua Protect-Veranclassic | + 34 s          |
| 7.º | Sjoerd van Ginneken | Roompot-Nederlandse Loterij  | + 34 s          |
| 8.º | Jeroen Meijers      | Roompot-Nederlandse Loterij  | + 34 s          |
| 9.º | Mathias Van Gompel  | Sport Vlaanderen-Baloise     | + 34 s          |
| 10.º | Dimitri Peyskens    | WB-Aqua Protect-Veranclassic | + 34 s          |

## UCI World Ranking
La Druivenkoers Overijse otorga puntos para el UCI Europe Tour 2018 y el UCI World Ranking, este último para corredores de los equipos en las categorías UCI WorldTeam, Profesional Continental y Equipos Continentales. Las siguientes tablas muestran el baremo de puntuación y los 10 corredores que obtuvieron más puntos:
| Posición              | 1.º | 2.º | 3.º | 4.º | 5.º | 6.º | 7.º | 8.º | 9.º | 10.º | 11.º | 12.º | 13.º-15.º | 16.º-25.º |
| Clasificación general | 125 | 85  | 70  | 60  | 50  | 40  | 35  | 30  | 25  | 20   | 15   | 10   | 5         | 3         |

| 1.º  | Xandro Meurisse     | Wanty-Groupe Gobert          | 125 |
| 2.º  | Oscar Riesebeek     | Roompot-Nederlandse Loterij  | 85  |
| 3.º  | Jimmy Janssens      | Cibel-Cebon                  | 70  |
| 4.º  | Floris Gerts        | Roompot-Nederlandse Loterij  | 60  |
| 5.º  | Taco van der Hoorn  | Roompot-Nederlandse Loterij  | 50  |
| 6.º  | Justin Jules        | WB-Aqua Protect-Veranclassic | 40  |
| 7.º  | Sjoerd van Ginneken | Roompot-Nederlandse Loterij  | 35  |
| 8.º  | Jeroen Meijers      | Roompot-Nederlandse Loterij  | 30  |
| 9.º  | Mathias Van Gompel  | Sport Vlaanderen-Baloise     | 25  |
| 10.º | Dimitri Peyskens    | WB-Aqua Protect-Veranclassic | 20  |